# Tor Nørretranders

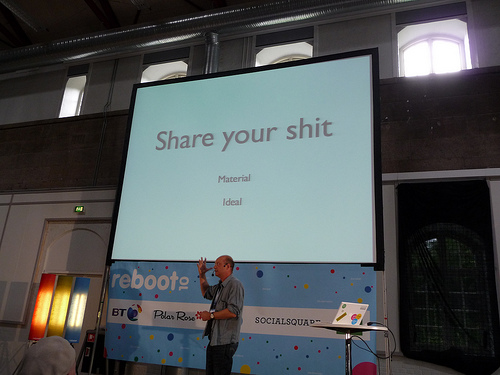
Tor Nørretranders

Tor Nørretranders (* 20. Juni 1955 in Kopenhagen) ist ein dänischer Wissenschaftsjournalist und Sachbuchautor.
Nørretranders besuchte Det frie Gymnasium und schloss 1982 an der Universität Roskilde sein Studium der Philosophie und der Wissenschaftssoziologie ab. Von 1975 bis 1982 war er für die dänische Tageszeitung Dagbladet Information tätig, anschließend für Weekendavisen (1983–85) und Børsens Nyhedsmagasin (1985–86). 1986 bis 1988 moderierte er beim TV-Sender Danmarks Radio die Sendung Hvælv. Im akademischen Bereich wirkte er an Dänemarks Technischer Universität (1982–83), der Königlich Dänischen Kunstakademie (1990–91) und am Forschungszentrum Risø (1993). Von 1995 bis 1996 war er Direktor des Mindship Fond (Mindship Foundation). Seit 2003 ist er Adjunct Professor für Wissenschaftsphilosophie an der Copenhagen Business School.
Tor Nørretranders wurde 1985 mit dem Sachliteraturpreis Forfatterforenings Faglitterære Pris des dänischen Schriftstellerverbands und 1988 mit dem Publicistprisen der dänischen Publizistenvereinigung ausgezeichnet.
Im deutschsprachigen Raum ist er besonders bekannt für Spüre die Welt. Die Wissenschaft des Bewußtseins (Originaltitel: Mærk verden, 1991). In diesem Werk beschreibt und veranschaulicht er naturwissenschaftliche Erkenntnisse, mit denen argumentiert werden kann, dass das Bewusstsein nicht das Zentrum unserer Entscheidungen und Handlungen ist und wir zum größten Teil nichtbewusst denken und agieren. Nørretranders vergleicht unsere bewusste Vorstellung von uns selbst mit der „Benutzerillusion“, mit der man bei Xerox PARC, als man grafische Benutzeroberflächen entwickelte, die Wirkung dieser auf die menschlichen Anwender beschrieb. In der gleichen Weise, wie ein Desktop die Grundlage der „Schreibtischmetapher“ bildet, ist unser Bewusstsein als Benutzerillusion „unsere Karte von uns selbst und unseren Möglichkeiten, auf die Welt einzuwirken“ (S. 417). In diesem Buch prägte er zudem den Begriff Exformation.

## Veröffentlichungen
- Om kapitalistisk naturvidenskab. Forholdet mellem teori og empiri i marxistiske studier af naturvidenskaberne belyst udfra en anlyse af forskningen om liv udenfor jorden. Modtryk, 1976
- Kræftens frie spil. Dansk miljøpolitik efter PVC-sagen fra Skælskør. Information, 1980
- (Hrsg.): Hengivelse. En debatbog om mænds orgasmer. Information, 1981
  - Hingabe. Über den Orgasmus des Mannes. Rowohlt, Reinbek 1983, ISBN 3-499-17759-5
- (Hrsg.): Månen i manden. En bog om det, der er anderledes. Tiderne Skifter, 1983
- Kosmos eller kaos. Ni kapitler af verdens historie. Tiderne Skifter, 1984
- Det udelelige. Niels Bohrs aktualitet i fysik, mystik og politik. Gyldendal, 1985
- Den blå himmel. Et essay om evighedens begyndelse. Munksgaard, 1987
  - Der Anfang der Unendlichkeit. Essay über den Himmel. Rowohlt, Reinbek 1993, ISBN 3-499-19528-3
- Naturvidenskab og ikke-viden. Kimære, 1987
- Videnskabsvurdering. Forskning, fremtid og folkestyre. Gyldendal, 1987
- Dansk dynamit. Dansk forsknings internationale status vurderet ud fra bibliometriske indikatorer. Forskningspolitisk Råd, 1990
- Mærk verden. En beretning om bevisthed. Gyldendal, 1991
  - Spüre die Welt. Die Wissenschaft des Bewusstseins. Rowohlt, Reinbek 1994, ISBN 3-498-04637-3; Taschenbuchausgabe ebenda 1997, ISBN 3-499-60251-2
    - Buchzusammenfassung (Memento vom 5. April 2005 im Internet Archive) auf der Website der NGFG e. V. (Internet Archive)
    - This Is a Simulation, Rezension von George Johnson, The New York Times, 3. Mai 1998
    - Rezension von Tavia Turkish, Resource Center for Cyberculture Studies, Februar 2001
- Verden vokser. Tilfældighedens historie. Aschehoug, 1994
- Person på en planet. 95 fortællinger fra halvfjerdserne, firserne og halvfemserne.  Aschehoug, 1995
- Stedet som ikke er. Fremtidens nærvær, netværk og Internet. Aschehoug, 1997
- Frem i tiden. Situationen set fra Kosmos. Tiderne Skifter, 1999
- Det generøse menneske. En naturhistorie om at umage giver mage. People’s Press, 2002
  - Homo generosus. Warum wir Schönes lieben und Gutes tun. Rowohlt, Reinbek 2004, ISBN 3-498-04684-5; Taschenbuchausgabe: Über die Entstehung von Sex durch generöses Verhalten. Warum wir Schönes lieben und Gutes tun. ebd. 2006, ISBN 978-3-499-61662-4
    - Sex als Motor der Kultur, Rezension von Susanne Nessler, Deutschlandradio Kultur, 31. März 2005
- At tro på at tro. Menneskesyn med mere. Anis, 2003
  - Having faith in having faith (Memento vom 16. Januar 2008 im Internet Archive), Zusammenfassung des Autors (engl.; Internet Archive)
- Einstein, Einstein. Politiken, 2005
- Menneskeføde. Vejviser ud af en overvægtig verden. Tiderne Skifter, 2005
- Børnespørgehjørne. Spørgsmål de voksne ikke kan svare på. Thanning & Appel, 2007
- Civilisation 2.0. Miljø, fællesskab og verdensbillede i linkene tidsalder. Thanning & Appel, 2007
- Glæd dig. TV2, 2007